# Schönwalde (Altmark)
Schönwalde (Altmark) is een plaats en voormalige gemeente in de Duitse deelstaat Saksen-Anhalt, en maakt deel uit van de Landkreis Stendal.
Schönwalde (Altmark) telt 110 inwoners.